# 蟲紋細潛魚
蟲紋細潛魚（學名：Encheliophis vermicularis）為輻鰭魚綱鼬魚目鼬魚亞目隱魚科細潛魚屬的其中一種。體長可達20公分，平均約13公分。

## 分佈及棲息地
分佈於西起印度洋亞丁灣，南至菲律賓群島及法屬波里尼西亞社會群島周邊，北止於琉球群島的太平洋海域的熱帶岩礁環境。為底棲性魚類。

## 生物學
本物種會寄生於多種海參的體內，例如：玉足海参（Holothuria leucospilota）、糙海参（H. scabra）、H. lubrica及梅花参（Thelenota ananas）。每條海參體內都會有一對雌魚和雄魚。
不過，其實本物種本身是一種很罕見的物種。

## 外部連結
- 維基物種上的相關：蟲紋細潛魚
- Encheliophis vermicularis on animaldiversity.ummz.umich.edu （页面存档备份，存于）